# Champlitte
Champlitte ist eine französische Gemeinde im Département Haute-Saône in der Region Bourgogne-Franche-Comté. Sie gehört zum Kanton Dampierre-sur-Salon im Arrondissement Vesoul.

## Geographie
Champlitte liegt auf einer Höhe von 240 m über dem Meeresspiegel, 20 Kilometer nordnordwestlich von Gray und etwa 46 Kilometer nordöstlich der Stadt Dijon (Luftlinie). Die Gemeinde erstreckt sich im äußersten Westen des Départements in der Plateaulandschaft nordwestlich des Saônetals, auf einem Vorsprung westlich des Salon.
Die Fläche des 128,90 km² großen Gemeindegebiets (und damit größte Gemeindefläche des Departement Haute-Saône) umfasst einen Abschnitt im Bereich des Plateaus nordwestlich des Saônetals. Von Nordwesten nach Südosten wird das Gebiet von der Talniederung des Salon durchquert, der zahlreiche Mäander zeichnet und für die Entwässerung zur Saône sorgt. Die Talaue liegt durchschnittlich auf 220 m und weist eine Breite von maximal einem Kilometer auf. Flankiert wird das Tal auf beiden Seiten von meist relativ steilen Hängen (20 bis 60 m hoch), die zum angrenzenden Plateau überleiten. Dieses erreicht eine durchschnittliche Höhe von 280 m. Die Hochfläche besteht aus einer Wechsellagerung von kalkigen und sandig-mergeligen Sedimenten der mittleren Jurazeit. Das Plateau wird durch zahlreiche Mulden untergliedert, die sich zum Tal des Salon öffnen. Allerdings gibt es neben dem Salon auf dem gesamten Gebiet keine oberirdischen Fließgewässer, weil das Niederschlagswasser im verkarsteten Untergrund versickert. 
In der Talniederung und auf dem Plateau herrscht landwirtschaftliche Nutzung vor, doch gibt es auch größere Waldflächen, insbesondere entlang der Gemeindegrenzen. Im Osten erstreckt sich das Gemeindeareal bis zum ausgedehnten Waldgebiet des Bois de Groslières, im Süden in die Forêt de Champlitte und im Westen in die Forêt des Louches (bis 360 m). Im Bereich der nördlichen Grenze befinden sich die plateauartigen Anhöhen des Bois Lessus (371 m), der Coupe du Fayl, auf der mit 379 m wird die höchste Erhebung von Champlitte erreicht wird, und der Côte de Vau (377 m).
Die Gemeinde besteht aus folgenden Ortsteilen:
- Champlitte (240 m) auf dem Plateau westlich des Salon
- Champlitte-la-Ville (225 m) am nördlichen Talrand des Salon
- Margilley (260 m) auf dem Plateau östlich des Salon
- Neuvelle-lès-Champlitte (225 m) leicht erhöht südlich des Salon
- Le Prélot (263 m) auf dem Plateau nördlich der Forêt de Champlitte
- Piémont (305 m) in einer Mulde am Ostrand der Forêt des Louches
- Montarlot-lès-Champlitte (228 m) im Tal des Salon
- Leffond (235 m) im Tal des Salon
- Les Louches (313 m) auf der Höhe der Forêt des Louches
- Le Vergy (351 m) auf der Höhe westlich der Forêt des Louches
- Montvaudon (362 m) auf der Höhe zwischen den Tälern von Salon und Vingeanne
- Frettes (285 m) in einer Senke zwischen Bois Lessus und La Côte de Vau
- La Voisine (281 m) in einer Senke südlich des Bois Lessus

Nachbargemeinden von Champlitte sind Coublanc, Grenant, Saulles, Belmont und Tornay im Norden, Argillières, Pierrecourt und Courtesoult-et-Gatey im Osten, Framont, Écuelle, Vars und Montigny-Mornay-Villeneuve-sur-Vingeanne im Süden sowie Orain, Percey-le-Grand, Cusey und Choilley-Dardenay im Westen.

## Geschichte

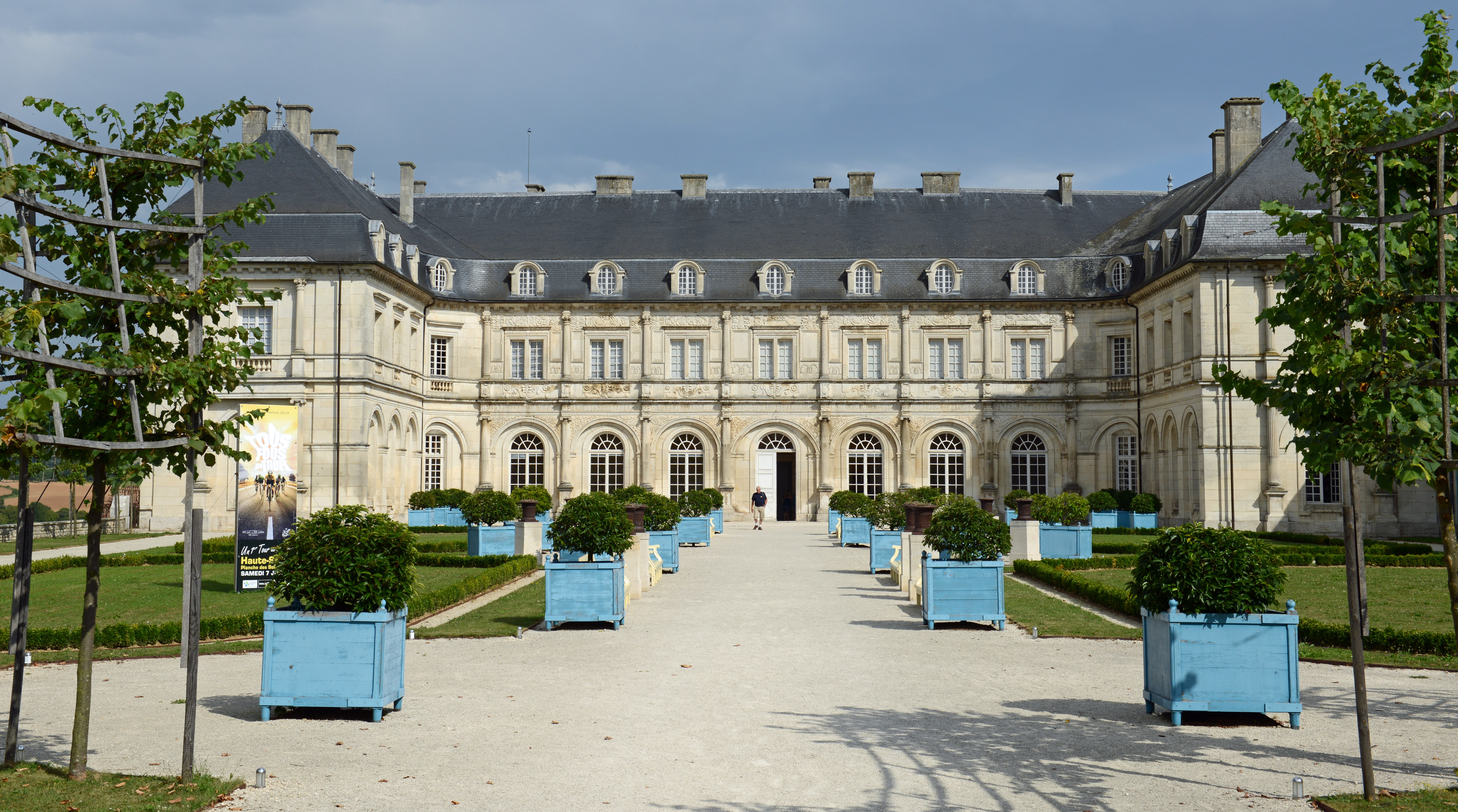
Schloss Champlitte

Das Gemeindegebiet von Champlitte war schon sehr früh besiedelt. Hier wurden Überreste von römischen Mosaiken sowie Münzen und 1967 ein Münzschatz aus dem 3. Jahrhundert gefunden. Während der Zeit der Merowinger befand sich hier vermutlich eine Münzprägestätte, von der weitere Münzfunde zeugen. 
Urkundlich erwähnt wurde Champlitte vermutlich bereits in der Chronik von Bèze, in der 645 von der Flur in fine Campolimicensi die Rede ist. Im Lauf der Zeit wandelte sich die Schreibweise über Camplimptum, Canllinto, Calento, Canlenti, Chanlintum, Chanlinte, Chalintho, Chanlite, Chanito und Champlito zur heutigen Schreibweise. Der Ortsname ist aus dem Zusammenzug zweier Wörter gebildet, von denen der Ursprung von Chan- nicht geklärt ist, während linte (später litte) vom lateinischen limes (Genitiv: limitis) in der Bedeutung von Grenze abstammt. 
Im Mittelalter gehörte Champlitte zur Freigrafschaft Burgund und darin zum Gebiet des Bailliage d’Amont. Während der ganzen Zeit bildete Champlitte den Mittelpunkt einer bedeutenden Herrschaft. Als erster Herr von Champlitte ist Girard de Fouvent im Jahr 990 belegt. Dessen Tochter vermählte sich mit einem Herrn von Vergy, der seine Burg auf dem Plateau westlich des Salon errichten ließ. Diese Burg, um die sich rasch die Siedlung Champlitte-le-Château entwickelte, befand sich rund ein Kilometer westlich des ursprünglichen Kirchortes Champlitte-la-Ville. 
Nach verschiedenen Besitzerwechseln und Aufsplitterungen der Herrschaft durch Erbteilungen gelangte Champlitte 1289 an Jean de Vergy, der das ehemalige Herrschaftsgebiet zusammenkaufte und wieder vereinigte. Champlitte hatte sich in der Zwischenzeit als Burgflecken etabliert, der im Jahr 1475 von den Soldaten unter Pierre de Craon geplündert und niedergebrannt wurde. Auf Veranlassung von Karl V. wurde das Städtchen wieder aufgebaut und mit einem Graben- und Mauersystem mit mehreren Türmen umgeben. Noch im 15. Jahrhundert gründeten die Hospitaliter in Champlitte ein Hospital, das zu einer unbekannten Zeit jedoch wieder aufgelöst wurde. Im Jahr 1574 wurde die Herrschaft Champlitte zur Grafschaft erhoben. 
Erneut in Mitleidenschaft gezogen wurde das Städtchen 1595 während der Belagerung durch Henri IV. Während des Dreißigjährigen Krieges wurde Champlitte 1636 und 1637 mehrfach von Herzog Bernhard von Sachsen-Weimar belagert und 1638 vom Herzog von Angoulême geplündert und gebrandschatzt. Zusammen mit der Franche-Comté gelangte Champlitte mit dem Frieden von Nimwegen 1678 definitiv an Frankreich. Champlitte war Standort eines Augustinerkonvents, eine Kapuzinerklosters und im 18. Jahrhundert eines königlichen Spitals.
Seit 1800 kam es zu mehreren Gebietsveränderungen. Im Jahr 1805 fusionierten Champlitte (das ehemalige Champlitte-le-Château) und Le Prélot (1800: 258 Einwohner) zur Gemeinde Champlitte-et-le-Prélot. Eine große Fusion wurde 1972 vorgenommen, als Champlitte-et-le-Prélot (1968: 1383 Einwohner), Champlitte-la-Ville (1968: 75 Einwohner), Leffond (1968: 218 Einwohner), Margilley (1968: 152 Einwohner), Montarlot-lès-Champlitte (1968: 130 Einwohner) und Neuvelle-lès-Champlitte (1968: 137 Einwohner) zur Gemeinde Champlitte zusammengelegt wurden. Dazu stieß 1974 noch die Gemeinde Frettes (1968: 209 Einwohner), die hierfür vom Département Haute-Marne in das Département Haute-Saône wechselte. Heute ist Champlitte Mitglied des 42 Ortschaften umfassenden Gemeindeverbandes Communauté de communes des Quatre Rivières.

## Sehenswürdigkeiten

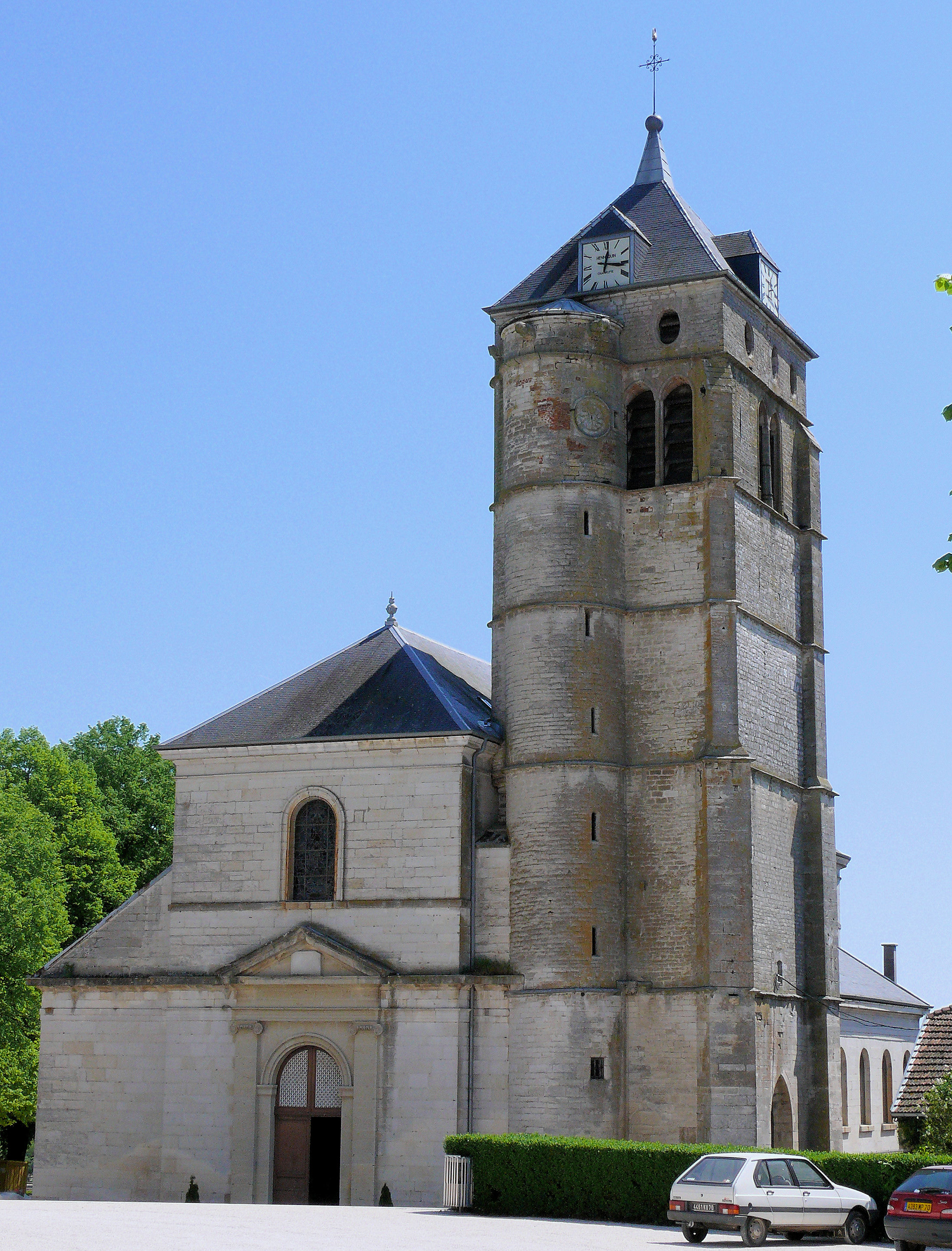
Kirche Saint-Christophe

Die Kirche Saint-Christophe in Champlitte-la-Ville stammt ursprünglich aus dem 11. Jahrhundert, wurde später mehrfach umgestaltet und ist heute als Monument historique klassiert. Das Schiff zeigt romanische Stilformen, während die Fassade (14. Jahrhundert), das Portal und der Chorraum (14./16. Jahrhundert) im gotischen Stil gehalten sind. Zur wertvollen Ausstattung gehören ein Taufbecken aus dem 12. Jahrhundert, der Hauptaltar aus dem 17. Jahrhundert, Gemälde und Statuen aus dem 17. und 18. Jahrhundert sowie verschiedene Grabplatten. 
Champlitte hat sein Ortsbild im Stil eines mittelalterlichen Städtchens bewahrt und ist mit dem Label „Petite Cité Comtoise de Caractère“ ausgezeichnet. Im alten Ortskern sind zahlreiche Bürger- und Weinbauernhäuser aus dem 16. bis 18. Jahrhundert erhalten. Ebenfalls unter dem Namen Saint-Christophe läuft die Kirche von Champlitte, ursprünglich die Schlosskapelle, im 19. Jahrhundert weitgehend neu erbaut, mit Statuen aus dem 15. bis 18. Jahrhundert. Aus dem 15. Jahrhundert erhalten ist der mächtige Glockenturm. Die Gebäude des Augustinerkonvents wurden im 17. Jahrhundert errichtet. Im Schloss von Champlitte, dessen Gebäude im 16. und 18. Jahrhundert (Renaissancefassade) erbaut wurden, ist heute das Departementsmuseum für Geschichte und Ethnographie untergebracht. Weitere wichtige profane Bauwerke in Champlitte sind das Château Grillot, die Häuser am Marktplatz und das Maison Espagnole (im Renaissancestil). Von der ehemaligen Befestigung sind Überreste und Türme erhalten. Champlitte ist Standort weiterer Museen: Musée des Arts et Techniques 1900 und Musée de la Vigne et des Pressoirs mit Weinpressen aus dem 17. und 18. Jahrhundert bei der Orangerie des Schlosses.
Zahlreiche Calvaires befinden sich in Champlitte und in den umliegenden Ortschaften. In Champlitte-la-Ville sind neben der Kirche auch die Prioratsgebäude (16. und 17. Jahrhundert) und die Ruinen des Château-Tavannes zu erwähnen. Die Dorfkirche von Leffond wurde im 18. Jahrhundert erbaut. Neuvelle-lès-Champlitte besitzt ebenfalls ehemalige Prioratsgebäude (17. und 18. Jahrhundert) und das Monument Petitjean auf dem Friedhof. Ehemalige Herrschaftssitze finden sich in Leffond und Montarlot.

## Bevölkerung
| Jahr                       | 1962 | 1968 | 1975 | 1982 | 1990 | 1999 | 2006 | 2012 | 2020 |
| Einwohner                  | 2448 | 2304 | 2113 | 1901 | 1906 | 1828 | 1864 | 1771 | 1634 |
| Quellen: Cassini und INSEE |      |      |      |      |      |      |      |      |      |

Mit 1601 Einwohnern (1. Januar 2022) gehört Champlitte zu den großen Gemeinden des Départements Haute-Saône. Nachdem die Einwohnerzahl in der ersten Hälfte des 20. Jahrhunderts deutlich abgenommen hatte (1881 wurden auf dem heutigen Gemeindegebiet noch 4781 Personen gezählt) wurden seit Beginn der 1990er Jahre nur noch relativ geringe Schwankungen verzeichnet.

## Wirtschaft und Infrastruktur
Champlitte war lange Zeit durch Handel und Gewerbe sowie die Verarbeitung der landwirtschaftlichen Produkte des Umlandes geprägt. Heute ist Champlitte ein Kleinzentrum, das zentralörtliche Funktionen für die nähere Region übernimmt. Es gibt zahlreiche Betriebe des Klein- und Mittelgewerbes, vor allem in den Bereichen Oberflächenbehandlung, Metallverarbeitung, Fein- und Präzisionsmechanik, Nahrungsmittelindustrie und Bauwesen. Daneben gibt es zahlreiche Geschäfte und Dienstleistungsunternehmen für den täglichen Bedarf. Die Ortschaft ist Standort eines Collège.
Champlitte ist verkehrstechnisch gut erschlossen. Die Gemeinde liegt an der Hauptstraße D 67, die von Gray nach Longeau-Percey führt. Weitere Straßenverbindungen bestehen mit Saint-Seine-sur-Vingeanne, Fayl-Billot, Framont und Coublanc.

## Persönlichkeiten
- Jean-Baptiste Naudet (1743–1830), Schauspieler an der Comédie-Française